# ديفيد ماكميلان (سياسي)
ديفيد ماكميلان هو سياسي نيوزيلندي، ولد في 1836، وتوفي في 6 يوليو 1904. انتخب عضو مجلس النواب النيوزيلندي ‏.